# Wei-Hwa Huang
Wei-Hwa Huang, né le 4 août 1975, est un membre de l'équipe américaine de la World Puzzle Federation.
Huang a gagné à quatre reprises le World Puzzle Championship, en 1995, 1997, 1998 et 1999.